# 王世英
王世英（1905年11月13日—1968年3月26日），字子杰，化名王敝、老余、王子杰，男，山西洪洞杜戍村人，中华人民共和国政治人物。
王世英曾任中共中央特科负责人，长期负责中共地下和统战工作。抗日战争时期，任八路军驻山西办事处处长、八路军副参谋长。第二次国共内战时期，任晋冀鲁豫军区副参谋长、华北军区副参谋长。中华人民共和国成立后，出任山西省省长、中共中央监察委员会专职委员，文化大革命中受迫害去世。

## 生平

### 早期生涯
王世英是山西洪洞杜戍村人。早年就读于太原国民师范学校，因参加学生运动被开除。后考入开封国民军第二军学兵营。1925年2月，经学兵营营长刘天章和高维翰介绍，加入中国共产党，同年8月，经刘天章举荐，和刘煜祖、纪秀川、席树生、梁尊孟等人，赴广州入黄埔陆军军官学校第四期，10月参加第二次东征。1926年1月，升入黄埔军校第四期学生队，被编在步兵科第二团第三营第七连学习，曾任班长。1926年11月毕业后，在省港罢工委员会工人纠察队任三中队二分队队长和党支部委员驻虎门。1927年3月，党组织派他到粤北韶关国民革命军第二军陈嘉佑的新编第三教导师第一团，担任党代表办公室主任。不久又被派往卫戍武汉的叶挺独立师当连长参加北伐战争。之后奔赴河南，参加国民革命军新编第十九军高桂滋部从事兵运工作，任第六师三团七营政治指导员。1927年冬随部队转驻皖北，任中共皖北特委亳州分委委员。1928年参加皖北农民暴动，运动失败后身染疟疾，无人照料又无钱医治，只好暂回洪洞老家养病。1928年7月到北平阎锡山部任第三集团军政治部任科长，根据党组织的指示，了解阎军的内部情报，联络各地失散的同志，并向阎军和其他部队派遣人员。1938年秋因敌怀疑而被关入西交民巷的监狱3个月，后经营救出狱，但与党失去了联系。在寻找党组织期间，王世英先在阎军中任副营长和山西卫生团政治处主任，参加反蒋作战。1931年春，听说南汉宸当了杨虎城的陕西省政府秘书长，当即赶往西安接头，但是没能接上关系。由同学介绍到杨虎城部任副营长。
1931年10月到上海同中共中央军委接上了关系，通过了党组织对其的审查。1931年底陈赓派其任驻南京特派员，以商人为掩护开设“鸿昌南货店”，恢复、组建南京的地下情报网和外围组织。1933年2月因身份暴露，被调回上海，南京工作由卢志英接手，任中共上海中央局军委委员，协助潘汉年领导中央特科情报科工作。潘汉年赴中央苏区后，担任中央特科情报科代理负责人。1934年春，介绍吉鸿昌恢复了党的关系，并代表中央局给其布置任务返回天津组织反帝大同盟。1934年12月，因为中央特科行动队被侦破导致大量队员被捕，王世英开始负责行动队，并成功营救中央特科负责人武胡景。1935年3月任中共上海临时中央局军委代理书记，主持党在国统区的军事、情报和联络工作。1935年7月转赴天津，成功转移近500名滞留在上海无法立足的党的干部。派出武志平、南汉宸做杨虎城的工作，王世英去陕北向党中央汇报白区工作，于1935年12月抵达西安，经晤谈协商，王世英代表共产党中国工农红军与杨虎城十七路军达成共同抗日的四项协定。王世英经陕北的中共中央驻地瓦窑堡赶到山西向东征中的毛泽东和周恩来汇报了上海中央局和北方局的工作及同杨虎城谈判的情况。毛泽东很满意，党中央也同意了所谈协定。
1936年4月带回中央指示，在天津成立华北联络局，任副局长，后升任局长。积极活动，稳妥地发展共产党的力量，在较短时间先后吸收了40多名新党员，团结了许多著名学者教授，如杨秀峰、张申府、张友渔、阮慕韩、董松、齐燕铭、吴晗等。
1936年6月打着“反蒋抗日”名义的两广事变爆发。为恢复两广的党组织关系，做好统战工作，北方局书记刘少奇派王世英经香港到两广联系。在香港会见叶挺，还会晤了李宗仁。
1937年春夏，为了鼓励国民革命军第二十九军军长宋哲元坚持平津地区的抗日决心，王世英受刘少奇指示向其转达中共中央的抗日主张。他还派张友渔和温建公以大学教授的名义到军官学校执教政治课，讲授国际时事和抗日救国的道理，启发激励基层军官的抗日热情。又负责起草了给宋哲元的抗日建议，经刘少奇修改后呈送，建议实行积极防御的战略方针促其为抗日战争的全面爆发提前做准备。

### 抗日战争

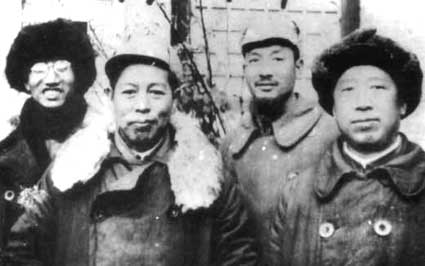
1947年，晋冀鲁豫军区领导合影，左起为徐向前、周士第、王世英、滕代远

1937年抗战爆发后，到太原接替彭雪枫负责八路军驻晋办事处工作，扩大中共影响，并领导编印《情报三日刊》、《广闻通讯》。1938年1月，王世英调到延安，进入延安马列学院学习了马列主义的基本理论和党的组织生活知识。1938年8月朱德赴吉县拜访阎锡山，商定在第二战区司令长官驻地设立第十八集团军办事处，朱德当场指定王世英任处长，阎亦同意。朱德代表中央和王世英谈话，指示驻阎部办事处的任务“一是要拖住他，不让他投降日寇；二是要支持他，不让蒋介石把他吞掉，不然，我们陕甘宁边区同中央军之间的缓冲地带就没有了，将会给我们造成更大的困难；三是要警惕他，随时准备应付他的反共活动；四是及时掌握阎锡山的动态，随时向中央报告”。1938年10月王世英出任八路军驻第二战区司令长官部办事处处长，负责同阎锡山的第二战区进行抗日联络工作，用公开工作掩护秘密工作，在阎系的军事、政治、经济等核心部门都发展和安排了一批地下党员，坚持中共中央提出的“坚持抗战，反对投降；坚持团结，反对分裂；坚持进步，反对倒退”的方针。1939年12月晋西事变中，将所了解的有关阎阴谋活动情况随时电告中央，并设法帮助在秋林的牺盟会、决死队干部和介绍数百名进步青年学生撤往延安。尤其是他通过关系搞到蒋介石签发的绝密文件《限制异党活动办法》送往延安。1940年4月24日，他在肖劲光、王若飞持毛泽东亲笔书信与阎会谈的基础上，于秋林同阎方正式达成解决山西新旧军冲突协议。
1938年传出毛泽东要和江青结婚的消息后。身为上海特科负责人、了解上海时局和各类人士背景的王世英不由大为惊讶，首先上书组织联名书，劝阻毛泽东与江青的婚姻。当时联名上书的报告经张闻天转呈，被时任社会调查部部长的康生压住，然而江青、康生两人从此忌恨王世英。
1942年初，调回延安在军委总部工作，仍兼指导驻山西办事处工作。1942年，延安整风运动开始后，康生掀起“抢救失足者”运动。王世英目睹大量干部被诬陷，遂出面担保驻第二战区的八路军办事处支部的余宗彦、周峻烈，因此激怒康生，被康生称之为“特务”，两人从此交恶。毛泽东问王世英：“听说你是特务？”王世英说：“说我什么都可以！过十年后再看，十年之内可以做出点工作成绩吧！到时候再看王世英是不是特务。”毛泽东听后说：“你这个态度很好，真金不怕火炼嘛！”任第十八集团军延安总部副参谋长兼敌工部部长。1944年毛泽东和朱德对王世英说：“你们办事处的工作做的很好，阎锡山做什么，我们随时都知道”。中共七大代表。

### 二次国共内战
出任吕梁行署主任、中共吕梁区委常委。1945年10月25日，陕北定边的新编第十一旅起义，投奔八路军。当天，中共中央书记处发出《关于成立国军工作部的指示》，要求各中央局、各中央分局，军分委、大军区、野战军，各纵队、师、旅、团政治部和军分区政治部，都要建立起做国军工作的机构，调选与国军有各种关系的干部，经过训练后，将他们打入国军长期潜伏，交结朋友，用各种途经，对第一线的国军和被国民党收编的伪军进行策反，策动他们实行战场起义。八路军副参谋长王世英兼任中共中央军委国军工作部部长。1945年12月参加中共和谈代表团赴重庆谈判。1946年底，担任晋冀鲁豫军区副参谋长兼国军工作部部长、中共晋冀鲁豫中央局委员。1948年5月，晋冀鲁豫军区和晋察冀军区合并成华北军区，王世英任副参谋长（赵尔陆任参谋长），兼政治部国军工作部部长。1948年秋解放军围困太原时任对敌斗争委员会主任，统一领导对太原的地下工作，参与策反第三十军军长黄樵松起义。太原战役中试图进入太原劝降阎锡山，但被徐向前劝阻。其后，徐向前委托阎锡山的私塾先生进入太原试图劝降阎锡山，但反被处决。1949年1月，天津战役结束后，他兼任天津军管会参谋长、天津警备副司令员等职，参与策动国军第30军投诚解放军。

### 中华人民共和国时期
中华人民共和国成立后，1949年9月，任山西省人民政府副主席。1950年后出任中共山西省委常务委员、省委统战部部长、省政协副主席。第一届全国人大代表。1955年，出任中共山西省委书记兼山西省省长等职。1958年4月，被选为第三届全国政协常务委员。第二届全国人大代表。1962年调任中共中央监察委员会专职委员，此时王世英与康生的矛盾再次激化。康生诬陷中国五金矿产进出口总公司经理王超北是内奸，并关押王入监狱。王世英得知后，立即与康生发生对抗，并随后多次给中央组织部写材料保护王超北。
文化大革命爆发时，王世英身患肺癌晚期加半身不遂，正在医院里接受最后的治疗。江青、康生领导的中央文化革命小组开始对王世英进行迫害。1967年10月4日，专案组派人把王世英揪到中共中央监察委员会进行批斗，并被关押、抄家。1968年2月15日，王世英病情恶化，住进日坛医院，接受放射治疗同时仍在病房内遭到审讯。专案组命他撰写刘少奇叛逆的证词，他以死相抗。同年3月26日去世。

## 身后与评价
1979年，中共中央决定为他平反昭雪，恢复名誉。同年1月24日，邓小平在北京全国政协礼堂主持王世英等八人平反昭雪追悼会，韦国清致悼词：
|  | 王世英……先后在上海、南京、天津、西北等地从事党的情报、联络、军运和统战工作，作出了积极贡献。在抗战时期……他在极其险恶的环境中，及时向中央报告敌情。受到毛主席、党中央的重视。为党做出了特殊的贡献。建国后，他曾任山西省省长，以后在中央监委工作，为党为人民建立了巨大的功绩。 |

王世英因带头上书反对毛、江婚姻，并长期与江青、康生等势力正面对抗，尽力保护党内人士，不顾自己安危，被赞誉为“党内海瑞”。尽管他生前并没有获得很高的军职和官职，然而去世后，他的骨灰被安放在八宝山革命公墓正厅第一排，与朱德、彭德怀同列。

## 家庭
- 发妻：1931年病逝。生有儿子王敏清
- 妻子：李果毅。1932年结婚。
- 儿子：王敏清，1929年出生，5岁时被接到父亲和继母身边。在延安读完中学。1946年入党。1950年考入山西医学院。毕业分配到北京医院任内科医生，1954年调入中南海保健组（中央办公厅警卫局保健处）担任机动保健医生，还曾负责杨尚昆、陈伯达、陆定一、胡乔木等人的医疗保健工作。1959年任江青的保健医生，做了半年。1962年任邓小平的保健医生。1964年在中南海的医生全部撤回北京医院。1965年任中南海门诊部主任。文化大革命期间，受到父亲牵连，被关押到宁夏长达十三年。文革结束后，1983年初任中央保健委员会办公室主任、卫生部保健局局长。参加过十世班禅、叶剑英、胡耀邦等人的病危抢救[13]。